# Clasificación americana para la Copa Mundial de Rugby de 1999
La clasificación del continente americano para la Copa Mundial de Rugby de 1999 fue una serie de partidos internacionales disputados por las selecciones nacionales masculinas pertenecientes a Sudamérica Rugby y Rugby Americas North.
El continente americano contó con tres cupos directos a Francia 1999 y uno para la fase de repechaje.

## Ronda 1
|  | Avanza a la Ronda 2. |

### Grupo 1
- Guyana se retiró de la competición.

| Equipo            | Encuentros | Encuentros | Encuentros | Encuentros | Tantos  | Tantos    | Tantos     | Puntos |
| Equipo            | jugados    | ganados    | empatados  | perdidos   | a favor | en contra | diferencia | Puntos |
| ----------------- | ---------- | ---------- | ---------- | ---------- | ------- | --------- | ---------- | ------ |
| Trinidad y Tobago | 1          | 1          | 0          | 0          | 41      | 0         | +41        | 3      |
| Brasil            | 1          | 0          | 0          | 1          | 0       | 41        | -41        | 1      |
| Guyana            | -          | -          | -          | -          | -       | -         | −          | -      |

| 11 de noviembre de 1996 | Trinidad y Tobago | 41 - 0 | Brasil |  |  |

### Grupo 2
| Equipo   | Encuentros | Encuentros | Encuentros | Encuentros | Tantos  | Tantos    | Tantos     | Puntos |
| Equipo   | jugados    | ganados    | empatados  | perdidos   | a favor | en contra | diferencia | Puntos |
| -------- | ---------- | ---------- | ---------- | ---------- | ------- | --------- | ---------- | ------ |
| Bermudas | 2          | 2          | 0          | 0          | 76      | 6         | +70        | 6      |
| Bahamas  | 2          | 1          | 0          | 1          | 40      | 47        | -7         | 4      |
| Barbados | 2          | 0          | 0          | 2          | 26      | 89        | −63        | 2      |

| 22 de marzo de 1997 | Bahamas | 3 - 24 | Bermudas |  |  |

| 5 de abril de 1997 | Barbados | 23 - 37 | Bahamas |  |  |

| 19 de abril de 1997 | Bermudas | 52 - 3 | Barbados |  |  |

## Ronda 2
|  | Avanza a la Ronda 3. |

| Equipo            | Encuentros | Encuentros | Encuentros | Encuentros | Tantos  | Tantos    | Tantos     | Puntos |
| Equipo            | jugados    | ganados    | empatados  | perdidos   | a favor | en contra | diferencia | Puntos |
| ----------------- | ---------- | ---------- | ---------- | ---------- | ------- | --------- | ---------- | ------ |
| Chile             | 2          | 2          | 0          | 0          | 100     | 14        | +86        | 6      |
| Bermudas          | 2          | 1          | 0          | 1          | 60      | 71        | -11        | 4      |
| Trinidad y Tobago | 2          | 0          | 0          | 2          | 12      | 87        | −75        | 2      |

| 20 de septiembre de 1997 | Trinidad y Tobago | 6 - 35 | Chile |  |  |

| 5 de octubre de 1997 | Bermudas | 52 - 6 | Trinidad y Tobago |  |  |

| 18 de octubre de 1997 | Chile | 65 - 8 | Bermudas |  |  |

## Ronda 3
|  | Avanza a la Ronda 4. |

| Equipo   | Encuentros | Encuentros | Encuentros | Encuentros | Tantos  | Tantos    | Tantos     | Puntos |
| Equipo   | jugados    | ganados    | empatados  | perdidos   | a favor | en contra | diferencia | Puntos |
| -------- | ---------- | ---------- | ---------- | ---------- | ------- | --------- | ---------- | ------ |
| Uruguay  | 2          | 2          | 0          | 0          | 63      | 17        | +46        | 6      |
| Chile    | 2          | 1          | 0          | 1          | 68      | 26        | +42        | 4      |
| Paraguay | 2          | 0          | 0          | 2          | 9       | 97        | −88        | 2      |

| 21 de marzo de 1998 | Chile | 54 - 6 | Paraguay |  |  |

| 28 de marzo de 1998 | Paraguay | 3 - 43 | Uruguay |  |  |

| 4 de abril de 1998 | Uruguay | 20 - 14 | Chile |  |  |

## Ronda 4
|  | Clasificados a Francia 1999.      |
|  | Clasificado al repechaje mundial. |

| Equipo         | Encuentros | Encuentros | Encuentros | Encuentros | Tantos  | Tantos    | Tantos     | Puntos |
| Equipo         | jugados    | ganados    | empatados  | perdidos   | a favor | en contra | diferencia | Puntos |
| -------------- | ---------- | ---------- | ---------- | ---------- | ------- | --------- | ---------- | ------ |
| Argentina      | 3          | 3          | 0          | 0          | 161     | 52        | +109       | 9      |
| Canadá         | 3          | 2          | 0          | 1          | 97      | 83        | +14        | 7      |
| Estados Unidos | 3          | 1          | 0          | 2          | 59      | 99        | −40        | 5      |
| Uruguay        | 3          | 0          | 0          | 3          | 31      | 114       | −83        | 3      |

| 15 de agosto de 1998 | Uruguay | 15 - 38 | Canadá |  |  |

| 15 de agosto de 1998 | Argentina | 52 - 24 | Estados Unidos |  |  |

| 18 de agosto de 1998 | Canadá | 31 - 14 | Estados Unidos |  |  |

| 18 de agosto de 1998 | Argentina | 55 - 0 | Uruguay |  |  |

| 22 de agosto de 1998 | Estados Unidos | 21 - 16 | Uruguay |  |  |

| 22 de agosto de 1998 | Argentina | 54 - 28 | Canadá |  |  |

### Clasificados
| Bandera de Argentina      |
| América 1 Argentina       |
| Clasificado a la RWC 1999 |

| Bandera de Canadá         |
| América 2 Canadá          |
| Clasificado a la RWC 1999 |

| Bandera de Estados Unidos |
| America 3 Estados Unidos  |
| Clasificado a la RWC 1999 |

| Bandera de Uruguay                 |
| America 4 Uruguay                  |
| Clasificado a la fase de repechaje |